# Тінді (Естонія)
Тінді (ест. Tindi) — село в Естонії, входить до складу волості Риуге, повіту Вирумаа.